# Plecoptera hypoxantha
Plecoptera hypoxantha là một loài bướm đêm trong họ Erebidae.